# Mołdawia na Letnich Igrzyskach Olimpijskich 2012
Mołdawię na Letnich Igrzyskach Olimpijskich 2012, które odbyły się w Londynie, reprezentowało 20 zawodników. Był to piąty start reprezentacji Mołdawii na letnich igrzyskach olimpijskich.
Brązowe medale olimpijskie otrzymali Cristina Iovu oraz Anatoli Ciricu. Odebrano im je w 2016 roku z powodu wykrycia u sportowców substancji dopingowych w organizmie.

## Reprezentanci

### Boks
Mężczyźni
| Zawodnik       | Konkurencja             | 1/16                      | 1/8                       | Ćwierćfinał      | Półfinał         | Finał            | Finał   |
| Zawodnik       | Konkurencja             | Przeciwnik Wynik          | Przeciwnik Wynik          | Przeciwnik Wynik | Przeciwnik Wynik | Przeciwnik Wynik | Pozycja |
| -------------- | ----------------------- | ------------------------- | ------------------------- | ---------------- | ---------------- | ---------------- | ------- |
| Vasilii Belous | Waga półśrednia (69 kg) | Selemani Kidunda W 20 – 7 | Taras Szełestiuk P 7 – 15 | NQ               | NQ               | NQ               | 9-16.   |

### Judo
Mężczyźni
| Zawodnik       | Konkurencja | 1/32             | 1/16                        | 1/8                          | Ćwierćfinał      | Półfinał         | Repasaż 1        | Repasaż 2        | Final            | Final   |
| Zawodnik       | Konkurencja | Przeciwnik Wynik | Przeciwnik Wynik            | Przeciwnik Wynik             | Przeciwnik Wynik | Przeciwnik Wynik | Przeciwnik Wynik | Przeciwnik Wynik | Przeciwnik Wynik | Pozycja |
| -------------- | ----------- | ---------------- | --------------------------- | ---------------------------- | ---------------- | ---------------- | ---------------- | ---------------- | ---------------- | ------- |
| Sergiu Toma    | −81 kg      | BYE              | Jaromír Musil W 100 – 0001  | Takahiro Nakai P 0003 – 0101 | NQ               | NQ               | NQ               | NQ               | NQ               | 11-16.  |
| Ivan Remarenco | −90 kg      | —                | Kirill Denisov P 0001 – 100 | NQ                           | NQ               | NQ               | NQ               | NQ               | NQ               | 17-30.  |

### Kolarstwo

#### Kolarstwo szosowe
Mężczyźni
| Zawodnik    | Konkurencja                | Czas | Pozycja |
| ----------- | -------------------------- | ---- | ------- |
| Oleg Berdos | wyścig ze startu wspólnego | DNF  | DNF     |

### Lekkoatletyka
Mężczyźni
| Zawodnik           | Konkurencja                   | Eliminacje | Eliminacje | Półfinał | Półfinał | Finał   | Finał   |
| Zawodnik           | Konkurencja                   | Wynik      | Miejsce    | Wynik    | Miejsce  | Wynik   | Miejsce |
| ------------------ | ----------------------------- | ---------- | ---------- | -------- | -------- | ------- | ------- |
| Ion Luchianov      | Bieg na 3000 m z przeszkodami | 8:22.09    | 11.        | —        | —        | 8:28.15 | 10.     |
| Iaroslav Mușinschi | Maraton                       | —          | —          | —        | —        | 2:16:25 | 25.     |
| Roman Prodius      | Maraton                       | —          | —          | —        | —        | DNF     | DNF     |
| Serghei Marghiev   | Rzut młotem                   | 69.76 m    | 31.        | —        | —        | NQ      | NQ      |

Kobiety
| Zawodniczka      | Konkurencja   | Eliminacje | Eliminacje | Półfinał | Półfinał | Finał   | Finał   |
| Zawodniczka      | Konkurencja   | Wynik      | Miejsce    | Wynik    | Miejsce  | Wynik   | Miejsce |
| ---------------- | ------------- | ---------- | ---------- | -------- | -------- | ------- | ------- |
| Olesea Cojuhari  | Bieg na 400 m | 53.64      | 33.        | NQ       | NQ       | NQ      | NQ      |
| Elena Popescu    | Bieg na 800 m | 2:06.94    | 21.        | NQ       | NQ       | NQ      | NQ      |
| Natalia Cerches  | Maraton       | —          | —          | —        | —        | 2:37:13 | 65.     |
| Zalina Marghieva | Rzut młotem   | 72.19 m    | 9.         | —        | —        | 74.06 m | 8.      |

### Łucznictwo
Mężczyźni
| Zawodnik  | Konkurencja   | Runda rankingowa | Runda rankingowa | 1/32                  | 1/16                | 1/8                 | Ćwierćfinały     | Półfinały        | Finał            | Finał   |
| Zawodnik  | Konkurencja   | Wynik            | Seed             | Przeciwnik Wynik      | Przeciwnik Wynik    | Przeciwnik Wynik    | Przeciwnik Wynik | Przeciwnik Wynik | Przeciwnik Wynik | Pozycja |
| --------- | ------------- | ---------------- | ---------------- | --------------------- | ------------------- | ------------------- | ---------------- | ---------------- | ---------------- | ------- |
| Dan Olaru | indywidualnie | 654              | 47.              | Jake Kaminski W 6 – 5 | Simon Terry W 7 – 1 | Kim Bub-min P 1 – 7 | NQ               | NQ               | NQ               | 9-16.   |

### Pływanie
Mężczyźni
| Zawodnik        | Konkurencja      | Eliminacje | Eliminacje | Półfinał | Półfinał | Finał | Finał   |
| Zawodnik        | Konkurencja      | Czas       | Miejsce    | Czas     | Miejsce  | Czas  | Miejsce |
| --------------- | ---------------- | ---------- | ---------- | -------- | -------- | ----- | ------- |
| Danila Artiomov | 100 m klasycznym | 1:03.57    | 40.        | NQ       | NQ       | NQ    | NQ      |

Kobiety
| Zawodniczka    | Konkurencja      | Eliminacje | Eliminacje | Półfinał | Półfinał | Finał | Finał   |
| Zawodniczka    | Konkurencja      | Czas       | Miejsce    | Czas     | Miejsce  | Czas  | Miejsce |
| -------------- | ---------------- | ---------- | ---------- | -------- | -------- | ----- | ------- |
| Tatiana Chisca | 100 m klasycznym | 1:13.30    | 40.        | NQ       | NQ       | NQ    | NQ      |

### Podnoszenie ciężarów
Mężczyźni
| Zawodnik       | Konkurencja | Rwanie | Rwanie  | Podrzut | Podrzut | Razem  | Pozycja |
| Zawodnik       | Konkurencja | Wynik  | Pozycja | Wynik   | Pozycja | Razem  | Pozycja |
| -------------- | ----------- | ------ | ------- | ------- | ------- | ------ | ------- |
| Anatoli Ciricu | do 94 kg    | 181 kg | 7.      | 226 kg  | 2.      | 407 kg | DSQ     |

Kobiety
| Zawodniczka   | Konkurencja | Rwanie | Rwanie  | Podrzut | Podrzut | Razem  | Pozycja |
| Zawodniczka   | Konkurencja | Wynik  | Pozycja | Wynik   | Pozycja | Razem  | Pozycja |
| ------------- | ----------- | ------ | ------- | ------- | ------- | ------ | ------- |
| Cristina Iovu | do 53 kg    | 99 kg  | 1.      | 120 kg  | 3.      | 219 kg | DSQ     |

### Strzelectwo
Kobiety
| Zawodniczka      | Konkurencja               | Kwalifikacje | Kwalifikacje | Finał | Finał   |
| Zawodniczka      | Konkurencja               | Wynik        | Pozycja      | Wynik | Pozycja |
| ---------------- | ------------------------- | ------------ | ------------ | ----- | ------- |
| Marina Zgurscaia | Pistolet pneumatyczny 10m | 377          | 29.          | NQ    | NQ      |

### Zapasy
Mężczyźni
| Zawodnik      | Konkurencja         | Kwalifikacje     | 1/8                    | Ćwierćfinał                | Półfinał         | Repesaż 1        | Repesaż 2        | Finał            | Finał   |
| Zawodnik      | Konkurencja         | Przeciwnik Wynik | Przeciwnik Wynik       | Przeciwnik Wynik           | Przeciwnik Wynik | Przeciwnik Wynik | Przeciwnik Wynik | Przeciwnik Wynik | Pozycja |
| ------------- | ------------------- | ---------------- | ---------------------- | -------------------------- | ---------------- | ---------------- | ---------------- | ---------------- | ------- |
| Nicolai Ceban | −96 kg (styl wolny) | BYE              | Sinivie Boltic W 3 – 1 | George Gogshelidze P 0 – 3 | NQ               | NQ               | NQ               | NQ               | 9-10.   |

Kobiety
| Zawodniczka     | Konkurencja         | Kwalifikacje     | 1/8                            | Ćwierćfinał       | Półfinał         | Repesaż 1        | Repesaż 2        | Finał            | Finał   |
| Zawodniczka     | Konkurencja         | Przeciwnik Wynik | Przeciwnik Wynik               | Przeciwnik Wynik  | Przeciwnik Wynik | Przeciwnik Wynik | Przeciwnik Wynik | Przeciwnik Wynik | Pozycja |
| --------------- | ------------------- | ---------------- | ------------------------------ | ----------------- | ---------------- | ---------------- | ---------------- | ---------------- | ------- |
| Svetlana Saenko | −72 kg (styl wolny) | BYE              | Cynthia Vanessa Vescan W 3 – 1 | Jiao Wang P 0 – 5 | NQ               | NQ               | NQ               | NQ               | 9-10.   |